# Hanna Neumann
Pour les articles homonymes, voir Neumann.
Johanna (Hanna) Neumann, née von Caemmerer le 12 février 1914 à Lankwitz (Berlin) et morte le 14 novembre 1971 à Ottawa, est une mathématicienne germano-anglo-australienne spécialiste de théorie des groupes.

## Biographie
Johanna von Caemmerer naquit en Allemagne, dans le quartier Lankwitz de Steglitz-Zehlendorf (aujourd'hui arrondissement de Berlin). Elle était descendante d'une famille d'officiers huguenots prussiens ; son père Hermann Konrad von Caemmerer, historien, mourut dès 1914, au cours de la Première Guerre mondiale. Elle fit ses études au collège de jeunes filles Auguste-Viktoria puis à partir de 1932 à l'université de Berlin, où elle eut entre autres comme professeurs Erhard Schmidt, Ludwig Bieberbach, Issai Schur et Walther Nernst. C'est là qu'elle fit la connaissance de son futur mari Bernhard Neumann mais celui-ci, juif, dut émigrer en août 1933 pour fuir les nazis. Hanna lui rendit visite en Angleterre en 1934 et ils se fiancèrent en secret. Elle obtint en 1936 ses diplômes terminaux en mathématiques et physique et commença en 1937 à préparer une thèse à l'université de Göttingen, sous la direction de Helmut Hasse, qui lui donna à étudier l'hypothèse de Riemann pour les corps de fonctions sur des corps finis (problème qu'André Weil résolut en 1940).
L'année suivante, elle arrêta cette thèse et rejoignit Bernhard Neumann en Angleterre. Ils se marièrent en décembre et s'installèrent à Cardiff. En 1944, Hanna Neumann soutint au St Anne's College d'Oxford une thèse en théorie des groupes, supervisée (de loin) par Olga Taussky-Todd et examinée par Philip Hall et Henry Whitehead. Naturalisée britannique, elle obtint en 1946 un poste à l'université de Hull.
En 1949, Hanna et Bernhard démontrèrent, avec Graham Higman, le théorème sur les extensions HNN (nommées d'après leurs trois initiales).
À partir de 1958, Hanna occupa un poste de Lecturer puis Senior Lecturer au département de mathématiques du Manchester College of Science and Technology. Elle y fut chargée d'organiser le cursus complet en mathématiques, dont elle rendit la progression à la fois plus efficace et plus orientée vers l'abstraction. En 1961-62 Hanna et Bernhard étaient au Courant Institute of Mathematical Sciences de l'université de New York.
Les Neumann partirent pour l'Australie en 1963, recrutés par l'Université nationale australienne de Canberra. Hanna y fut titularisée professeur de mathématiques pures en 1964. Son livre Varieties of Groups parut en 1967. C'était son principal thème de recherches, mais elle s'intéressait aussi à la combinatoire : sa première publication concernait la stratégie échiquéenne et en 1954, elle publia aussi un travail sur les géométries finies.
Elle mourut d'un anévrisme cérébral lors d'un voyage professionnel à Ottawa.
Hanna et Bernhard eurent, de 1939 à 1951, cinq enfants (deux filles et trois fils) dont quatre furent mathématiciens, le plus connu étant Peter Neumann. Hanna Neumann s'intéressait aussi à la botanique et à la photographie et était fervente de cyclisme. Un bâtiment de l'université nationale australienne a été nommé en son honneur en 1973.